# Mompha agonistes
Mompha agonistes é uma espécie de mariposa do gênero Mompha pertencente à família Coleophoridae.